# Condado de Potter (Pensilvânia)
O Condado de Potter é um dos 67 condados do Estado americano da Pensilvânia. A sede do condado e sua maior cidade é Coudersport. O condado possui uma área de 2 801 km²(dos quais 1 km² estão cobertos por água), uma população de 18 080 habitantes, e uma densidade populacional de 6 hab/km² (segundo o censo nacional de 2000). O condado foi fundado em 26 de março de 1804.